# Kořenovec načervenalý
Kořenovec načervenalý (Rhizopogon roseolus) je druh břichatkovité houby z čeledi kořenovcovité (Rhizopogonaceae).

## Znaky
Plodnice mají kulovitý, protažený až hlízovitý tvar, v průměru dorůstají 1–4 cm.Pokožka je 0,5 cm tlustá, barevně v průběhu vývoje má bílou, žlutou, narůžovělou až hnědorůžovou.
Dužnina má komůrkatou strukturu, je pružná, rosolovitá, ve stáří mazlavá, barevně přechází přes bílou, žlutavou až po odstíny hnědé. Po poranění růžoví. Výtrusný prach je žlutavý. Vůně je mírná.

## Užití
Jedlý druh, využitelný v malých dávkách jako koření.

## Ekologie
Houbu můžeme od června do října najít v písčitých, zásaditých půdách parků i lesů, ze stromů preferuje borovice, smrky, jedle a habry.

## Rozšíření
Druh se vyskytuje v oblastech Evropy, Kanárských ostrovů, Ameriky, Ruska, jižní Afriky, střední Asie, Japonska, Austrálie a Nového Zélandu.

## Galerie

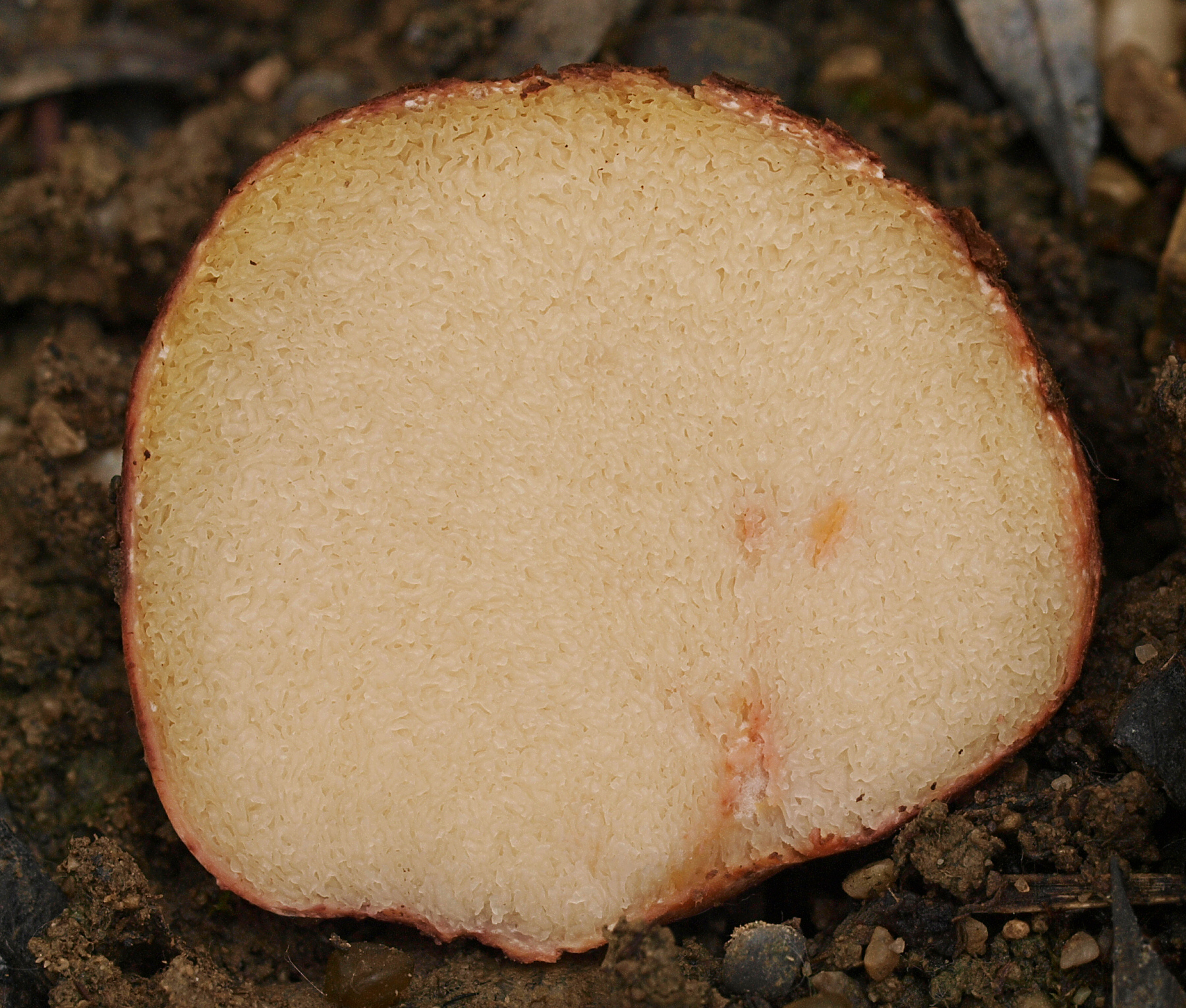
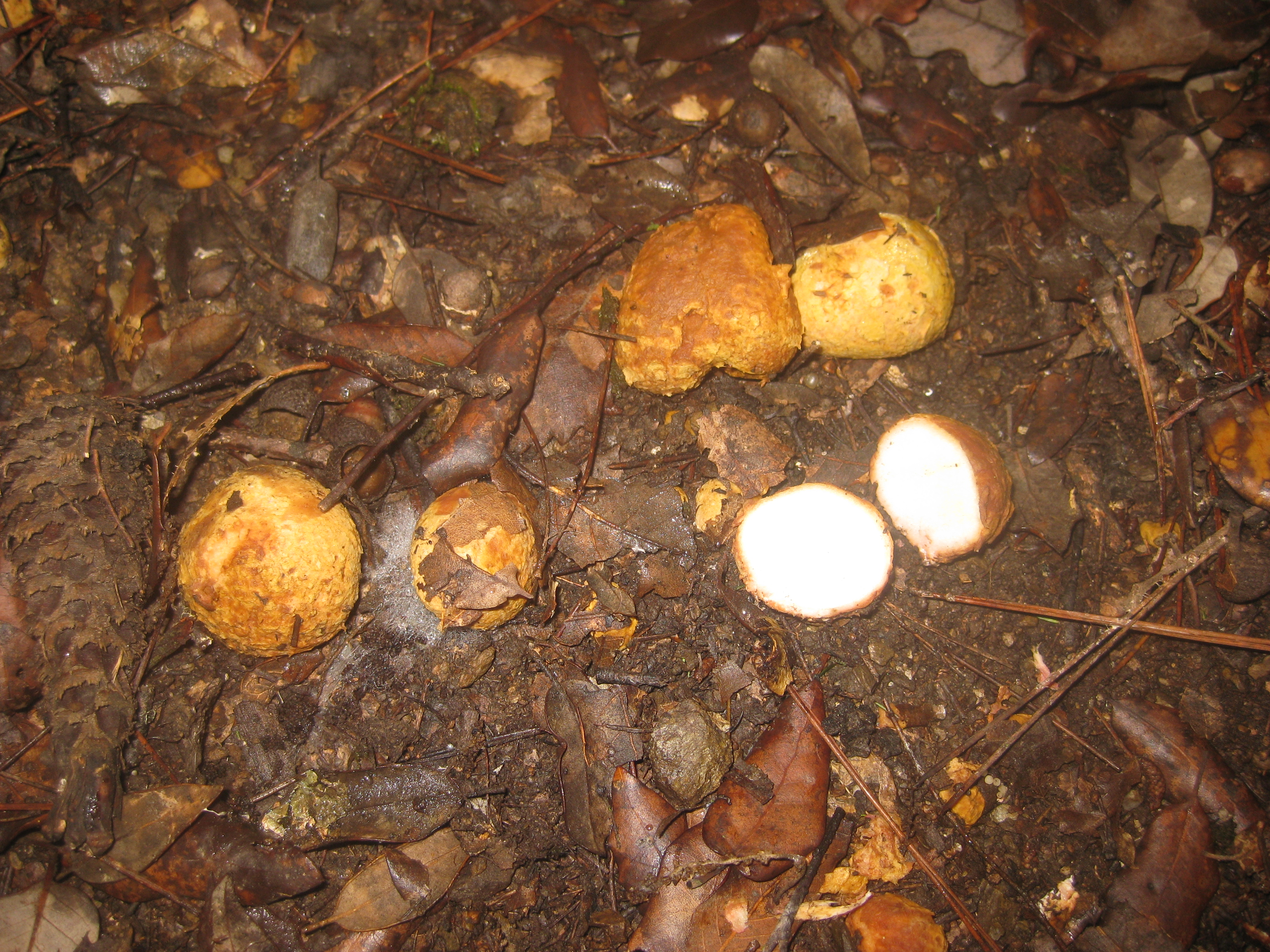
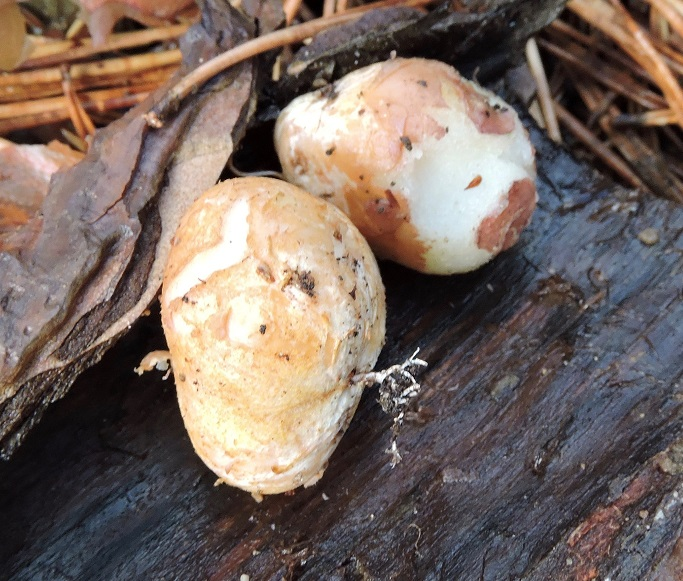
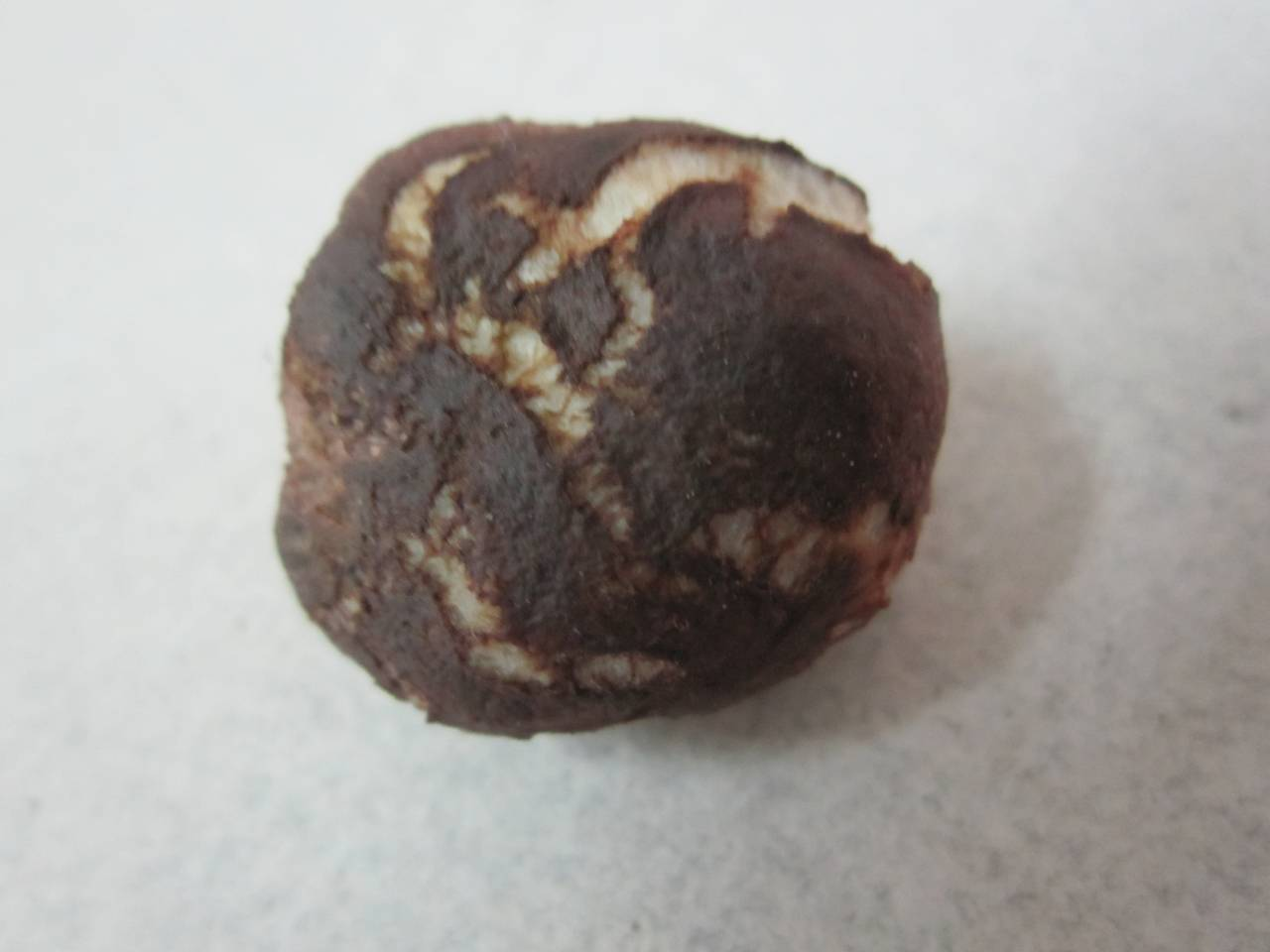
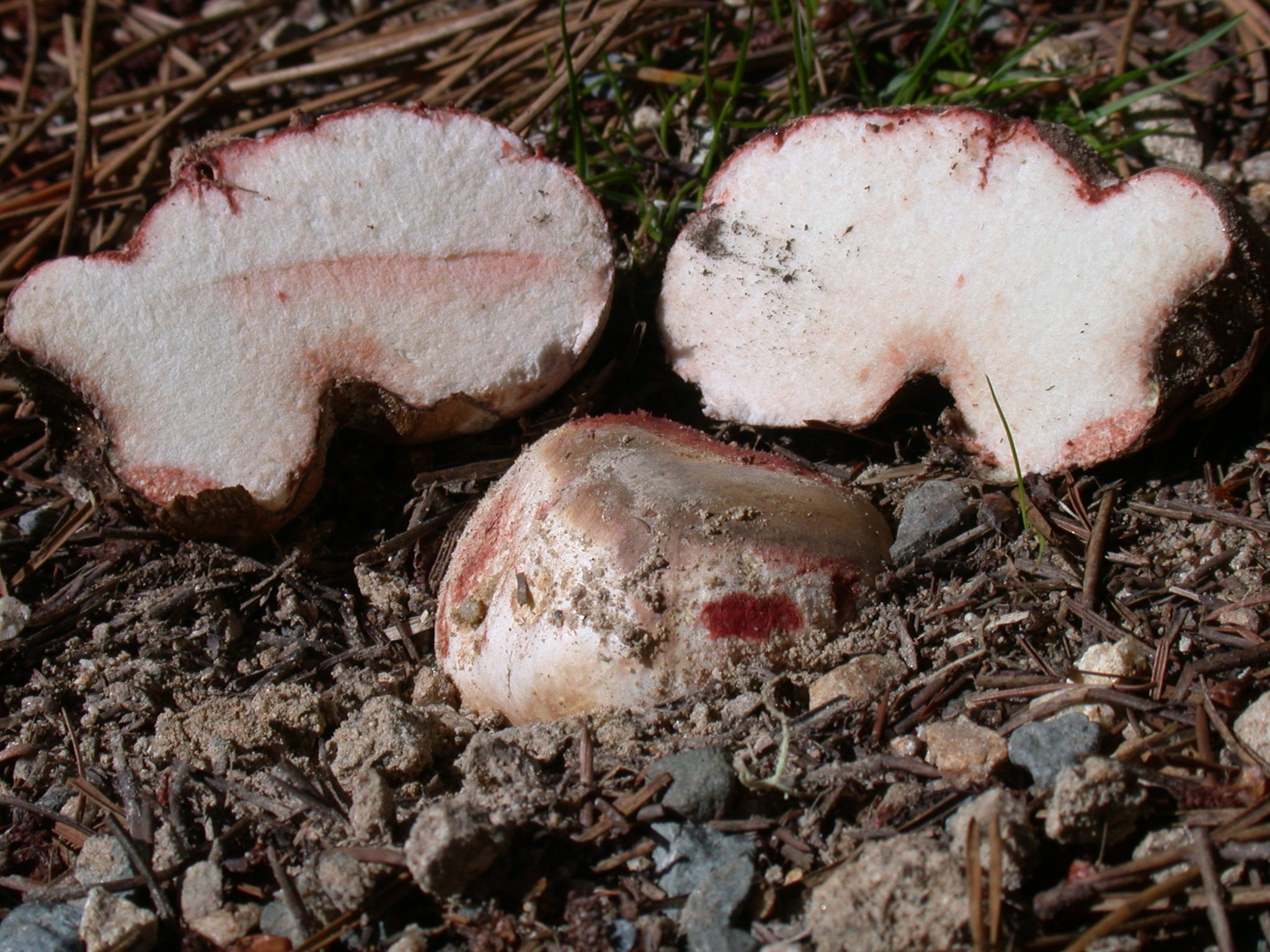

## Možnost záměny
Všichni zástupci rodu kořenovec si jsou obecně velmi podobné. Podobné jsou například druhy:
- Kořenovec žlutavý (Rhizopogon luteolus)
- Kořenovec obecný (Rhizopogon vulgaris)[2]